# Pergar
Pergar je priimek več znanih Slovencev:
- Breda Pergar (1959—1989), atletinja tekačica
- Denis Perger (*1993), nogometaš
- Janez Pergar (1942—2023), turistični gospodarstvenik, poslovnež
- Marjanca Pergar Kuščer (*1951), razvojna psihologinja
- Rudi Pergar (*1936), slikar in grafik
- Saša Pergar (*1977) profesor angleščine in slovenščine ter pisatelj